# NBA-Draft 1979
In dieser Liste werden die Ergebnisse des NBA-Drafts 1979 dargestellt. Dies ist eine Veranstaltung der Basketballliga NBA, bei der die Teams der Liga die Rechte an verfügbaren Nachwuchsspielern erwerben können. Meistens kommen die gedrafteten Spieler direkt vom College, aber auch aus Ligen außerhalb Nordamerikas und früher auch von der Highschool.

## Runde 1
| Pick | Spieler (Position)      | Nationalität       | NBA Team                           | vorheriges Team/College |
| ---- | ----------------------- | ------------------ | ---------------------------------- | ----------------------- |
| 1    | Magic Johnson (PG)      | Vereinigte Staaten | Los Angeles Lakers (von Utah Jazz) | Michigan State          |
| 2    | David Greenwood (PF)    | Vereinigte Staaten | Chicago Bulls                      | UCLA                    |
| 3    | Bill Cartwright (C)     | Vereinigte Staaten | New York Knicks                    | San Francisco           |
| 4    | Greg Kelser (SF)        | Vereinigte Staaten | Detroit Pistons                    | Michigan State          |
| 5    | Sidney Moncrief (PG/SG) | Vereinigte Staaten | Milwaukee Bucks                    | Arkansas                |
| 6    | James Bailey (PF)       | Vereinigte Staaten | Seattle SuperSonics                | Rutgers                 |
| 7    | Vinnie Johnson (PG/SG)  | Vereinigte Staaten | Seattle SuperSonics                | Baylor                  |
| 8    | Calvin Natt (SF)        | Vereinigte Staaten | New Jersey Nets                    | NE Louisiana            |
| 9    | Larry Demic (PF)        | Vereinigte Staaten | New York Knicks                    | Arizona                 |
| 10   | Roy Lee Hamilton (PG)   | Vereinigte Staaten | Detroit Pistons                    | UCLA                    |
| 11   | Cliff Robinson (PF)     | Vereinigte Staaten | New Jersey Nets                    | USC                     |
| 12   | Jim Paxson (SG)         | Vereinigte Staaten | Portland Trail Blazers             | Dayton                  |
| 13   | Dudley Bradley (SG)     | Vereinigte Staaten | Indiana Pacers                     | North Carolina          |
| 14   | Brad Holland (PG)       | Vereinigte Staaten | Los Angeles Lakers                 | UCLA                    |
| 15   | Phil Hubbard (SF)       | Vereinigte Staaten | Detroit Pistons                    | Michigan                |
| 16   | Jim Spanarkel (SG)      | Vereinigte Staaten | Philadelphia 76ers                 | Duke                    |
| 17   | Lee Johnson (PF)        | Vereinigte Staaten | Houston Rockets                    | East Texas State        |
| 18   | Reggie King (SF)        | Vereinigte Staaten | Kansas City Kings                  | Alabama                 |
| 19   | Wiley Peck (PF)         | Vereinigte Staaten | San Antonio Spurs                  | Mississippi State       |
| 20   | Larry Knight            | Vereinigte Staaten | Utah Jazz                          | Loyola (IL)             |
| 21   | Sylvester Williams (SF) | Vereinigte Staaten | New York Knicks                    | Rhode Island            |
| 22   | Kyle Macy (PG)          | Vereinigte Staaten | Phoenix Suns                       | Kentucky                |